# Ударное (Калининградская область)
Ударное (до 1938 — Акменишкен (нем. Ackmenischken), до 1947 — Штайнакер (нем. Steinacker)) — посёлок в Черняховском муниципальном округе Калининградской области.
В 2008—2015 годах входил в состав Калужского сельского поселения Черняховского района.

## Население
| 1939 | 2002 | 2010 |
| ---- | ---- | ---- |
| 129  | ↘22  | ↘15  |

В 1938 году было: 20 Домохозяйств, 129 Жителей (из них 61 мужчина), 108 Человек работали в сельском и лесном хозяйстве.